# Vuostimojärvi
Vuostimojärvi är en sjö i kommunen Kemijärvi i landskapet Lappland i Finland. Sjön ligger 149,4 meter över havet. Arean är 63 hektar och strandlinjen är 6,29 kilometer lång. Sjön  ingår i Kemi älvs huvudavrinningsområde.   Den ligger omkring 87 kilometer nordöst om Rovaniemi och omkring 760 kilometer norr om Helsingfors. 